# Vue de Messine
Vue de Messine est un tableau réalisé par le peintre français Alexandre-Hyacinthe Dunouy, à l'occasion d'un second séjour qu'il effectue en Italie dans le premier quart du XIXe siècle à la demande de Joachim Murat. 